# Maruéjols-lès-Gardon
Maruéjols-lès-Gardon is een gemeente in het Franse departement Gard (regio Occitanie) en telt 154 inwoners (2004). De plaats maakt deel uit van het arrondissement Alès.

## Geografie
De oppervlakte van Maruéjols-lès-Gardon bedraagt 3,8 km², de bevolkingsdichtheid is 40,5 inwoners per km².
De onderstaande kaart toont de ligging van Maruéjols-lès-Gardon met de belangrijkste infrastructuur en aangrenzende gemeenten.

## Demografie
Onderstaande figuur toont het verloop van het inwonertal (bron: INSEE-tellingen).
1. ↑  Populations de référence 2022.